# O.K. jest OK!
O.K. jest OK! – czasopismo edukacyjne z bohaterami filmów animowanych „Zwariowane melodie” (Looney Tunes), wydawane przez Polskie Media AmerCom – początkowo jako dwutygodnik, a od 9 września 1999 (od numeru 20.) tygodnik. Pierwszy numer ukazał się w grudniu 1998 r., ostatni zaś – w listopadzie 2000 r.. Dwa tygodnie później, 14 grudnia 2000, został zastąpiony przez dwutygodnik English Junior. Co cztery numery dołączona była kaseta magnetofonowa z czterema lekcjami języka angielskiego, a co kilkadziesiąt numerów (w numerach 2., 31., i 74.) dołączony był segregator do kolekcjonowania kolejnych egzemplarzy pisma. Od numeru 52. czasopismo zmieniło w dużym stopniu formę graficzną. Łącznie ukazało się 79 numerów, plus jedno wydanie specjalne (wydane pod koniec grudnia 1999 r.).

## Opis
Głównymi bohaterami tego czasopisma byli bohaterowie filmów animowanych z serii Looney Tunes. Czasopismo składało się z następujących działów:
- Żarty, żarciki – żarty, głównie z udziałem bohaterów Looney Tunes. Były w formie rysunkowej albo pisanej. Dział ten mieścił się na drugiej stronie pisma (nie pojawił się m.in. w 39. numerze). Do 51. numeru żarty te pojawiły się razem z kuponami konkursowymi. Od numeru 52. stanowił osobny, dwustronicowy dział, patronem którego został Kaczor Daffy
- Magiczna strona (rubryka czerwona; symbol – kapelusz i dwie różdżki) – magiczne sztuczki prezentowane przez dzieci. Dział ten nie pojawił się w niektórych numerach (np. 31. i 40.), gdzie zastąpiony został reklamą. Od numeru 52. dział ten scalił się tematycznie z działem Magiczna strona, tworząc nowy dział – Laboratorium, którego patronem został Kojot Wiluś
- Wehikuł czasu (rubryka niebieska; patron – Speedy Gonzales) – zapoznawał czytelników z historią odkryć i wynalazków i ważnych postaci historycznych. W pierwszych numerach w tym dziale były opisane dwa tematy. Od nr. 52. patronem działu został Marsjanin Marvin
- Dookoła świata (rubryka różowa; patron – Struś Pędziwiatr) – opisy różnych zakątków świata. W niektórych numerach były opisane dwa tematy. Dział ten po raz ostatni pojawiał się w numerze 51.
- Dziki świat (rubryka jasnozielona; patron – Diabeł Tasmański Taz) – przedstawiał ciekawe informacje o zwierzętach
- Gwiazda (rubryka czerwona; symbol – trzy gwiazdy pięcioramienne) – informacje o znanych osobach lub postaciach fikcyjnych. Do numeru 51. opisano jedną gwiazdę, natomiast od numeru 52. opisano więcej niż jedną gwiazdę
- Angielski z Bugsem (rubryka ciemnozielona; patron – Królik Bugs) – przygody bohaterów Looney Tunes, połączone z lekcją języka angielskiego. Zawierały też słowniczek (od numeru 4.) i (w większości lekcji) piosenki. Przygody te były nagrane na kasetach magnetofonowych dołączonych do co czwartego numeru pisma
- Zrób to OK (rubryka fioletowa; patron – Marsjanin Marvin) – wykonanie ciekawych gadżetów. Od numeru 52. dział ten scalił się tematycznie z działem Magiczna strona, tworząc nowy dział – Laboratorium, którego patronem został Kojot Wiluś
- Fanklub (rubryka różowa; patron – Króliczka Lola) – listy od czytelników, a nawet ich rysunki i fotografie. Dział ten pojawiał się po raz pierwszy w numerze 15. Od numeru 52. dział ten mieścił się na dwóch stronach, a nie jak wcześniej jednej.
- Puzzle (rubryka różowa; patron – Kanarek Tweety) – łamigłówki, krzyżówki. Począwszy od numeru 2. na końcu tego działu pojawiały się odpowiedzi do zadań z poprzedniego numeru. Od numeru 52. dział zmienił szatę graficzną, a jego patronem został Tweety wraz z Babcią Granny
- Komiks – w pierwszych dziewięciu numerach komiks nawiązujący do Trzech muszkieterów, w następnych ośmiu (od 10. do 17.) – do Podróży Guliwera, a w kolejnych – przygody bohaterów Looney Tunes, osadzone w różnych realiach (m.in. w sterowcu, górach).

## Lista numerów

### 1998
W pierwszych dwóch numerach, wydawanych w 1998 roku, był nieco inny układ działów.
| Nr | Data ukazania się numeru | Prezent                           | Magiczna strona        | Wehikuł czasu       | Dookoła świata            | Dziki świat          | Gwiazda        | Zrób to OK | Angielski z Bugsem                               | Komiks                     |
| -- | ------------------------ | --------------------------------- | ---------------------- | ------------------- | ------------------------- | -------------------- | -------------- | --- | ------------------------------------------------ | -------------------------- |
| 1. | 17 grudnia 1998          | kaseta audio, naklejki świąteczne | Czarodziejska szklanka | Pod piracką banderą | Za Chińskim Murem (Chiny) | W świecie dinozaurów | Michael Jordan | Gdy nadchodzą święta: Świąteczna pocztówka (s.15) Wiszące ozdoby; Wigilijny stroik (s. 16); Świąteczne pierniki (s. 17)                                  | Hello kids! (Cześć dzieciaki!)                   | Trzej muszkieterowie (1/9) |
| 2. | 31 grudnia 1998          | segregator                        | Znikający pieniądz     | Śladami samurajów   | Tajemnice Egiptu (Egipt)  | Niedźwiedź polarny   | Spice Girls    | Przyjęcie noworoczne: Przebranie Królika Bugsa (s. 14); Przebranie Mimki (s. 15); Jak przystroić salę balową (s. 16); Jak zrobić papierową maskę (s. 17) | How are you, Bugs Bunny? (Jak się masz, Królik?) | Trzej muszkieterowie (2/9) |

### 1999
W trzecim numerze nieco zmieniony był układ stron (działy „Zrób to OK” i „Angielski z Bugsem” zamieniły się miejscami). Od 15. numeru pojawiał się dział „Fanklub”, który przewijał się aż do ostatniego numeru pisma i zajmował dwie strony, nie jak wcześniej – jedną.
| Nr  | Data ukazania się numeru | Prezent                                                | Magiczna strona                           | Wehikuł czasu                                                  | Dookoła świata                                   | Dziki świat  | Gwiazda                                 | Angielski z Bugsem                                                  | Zrób to OK                                                                                          | Komiks                                             |
| --- | ------------------------ | ------------------------------------------------------ | ----------------------------------------- | -------------------------------------------------------------- | ------------------------------------------------ | ------------ | --------------------------------------- | ------------------------------------------------------------------- | --------------------------------------------------------------------------------------------------- | -------------------------------------------------- |
| 3.  | 14 stycznia 1999         | kalendarz Looney Tunes na 1999 r.                      | Magiczny kubek                            | Wśród bogów Olimpu                                             | Brazylia                                         | Delfiny      | Kevin sam w domu [Macaulay Culkin]      | The alphabet (Abecadło z pieca spadło)                              | Portret z cienia (s. 16); Cyrkowy klaun (s. 17)                                                     | Trzej muszkieterowie (3/9)                         |
| 4.  | 28 stycznia 1999         | karnawałowa maska Bugsa                                | Czarowanie kolorami                       | Wioska indiańska (s. 4-5); Pasowanie na Indianina (s. 6-7)     | Australia                                        | Tygrysy      | Znak Zorro[Zorro]                       | Sylvester’s party (Impreza u Sylwestra)                             | Indianin na balu; Łuk Indianina (s. 16); Pióropusz; Kołczan (s. 17)                                 | Trzej muszkieterowie (4/9)                         |
| 5.  | 11 lutego 1999           | kaseta audio                                           | Kolorowe kwiaty                           | Rycerze Okrągłego Stołu (s. 4-5); Turniej rycerski (s. 6-7)    | Wenecja – miasto na wodzie                       | Kobry        | Batman                                  | My name's Bugs, Bugs Bunny! (Nazywam się Bugs, Królik Bugs!)        | Walentynkowe upominki: Ramka na zdjęcia (s. 16); Kartka walentynkowa (s. 17)                        | Trzej muszkieterowie (5/9)                         |
| 6.  | 25 lutego 1999           | super kolorowanka                                      | Sztuczka z kartą                          | Wikingowie – władcy mórz (s. 4-5); Szlakiem wikingów (s. 6-7)  | Wielki Kanion Kolorado                           | Słonie       | Alf                                     | Let’s go for a walk! (Chodźmy na spacer!)                           | Malowany obrazek (s. 16); Witrażyk na okno (s. 17)                                                  | Trzej muszkieterowie (6/9)                         |
| 7.  | 11 marca 1999            | super miarka                                           | Schowaj to pod kapelusz                   | Kowboje (s. 4-5); Na Dzikim Zachodzie (s. 6-7)                 | Hawaje                                           | Papugi       | Spider-Man                              | Colour your picture (Pokoloruj obrazek)                             | Papuga (s. 16); Kalejdoskop (s. 17)                                                                 | Trzej muszkieterowie (7/9)                         |
| 8.  | 25 marca 1999            | koszyczek na słodycze                                  | Sztuczka z winogronami                    | Jaskiniowcy (s. 4-5); Jaskiniowy Quiz (s. 6-7)                 | Wodospady                                        | Krokodyle    | Robin Williams                          | Come in, please! (Proszę, wejdź!)                                   | Zajączek na słodycze (s. 16); Pisankowe zwierzaki (s. 17)                                           | Trzej muszkieterowie (8/9)                         |
| 9.  | 8 kwietnia 1999          | kaseta audio                                           | Zgadnij jaka to karta                     | Babilon (s. 4-5); W pałacu księżniczki Szeherezady (s. 6-7)    | Afrykańska wioska                                | Żyrafy       | Robin Hood                              | Welcome home! (Witajcie w domu!)                                    | Czarodziejska kula (s. 16); Akwarium (s. 17)                                                        | Trzej muszkieterowie (9/9)                         |
| 10. | 22 kwietnia 1999         | super plakat                                           | Bananowa sztuczka                         | Zamek królów polskich (s. 4); Legenda o Smoku Wawelskim (s. 5) | Kraj Kwitnącej Wiśni (s. 6-7) · Japonia (s. 8-9) | Motyle       | Jim Carrey                              | At home (W domu)                                                    | Wesoła doniczka (s. 16); Skaczące ptaszki (s. 17)                                                   | Guliwer (1/8)                                      |
| 11. | 6 maja 1999              | wspaniałe naklejki                                     | Magiczny supeł                            | Majowie                                                        | Pustynie                                         | Hipopotamy   | Jaś Fasola                              | Meet my family (Poznajcie moją rodzinę)                             | Jak zrobić świetną koszulkę z Daffym (s. 14); Szklanki dla mamy i taty (s. 15); Mysi pociąg (s. 16) | Guliwer (2/8)                                      |
| 12. | 20 maja 1999             | naklejka na koszulkę                                   | Balon bez dmuchania                       | /brak/                                                         | Z wizytą na Marsie ; Słoneczna Kalifornia        | Małpy        | Fran Fine [Fran Drescher] – Superniania | At the zoo (W ogrodzie zoologicznym)                                | Prezenty dla ukochanej mamy: Świecznik (s. 14); Laurka; Biedronka (s. 15); Pan Jajo (s. 16)         | Guliwer (3/8)                                      |
| 13. | 3 czerwca 1999           | kaseta audio                                           | Tuba bez dna – czyli gdzie jest piłeczka? | Arka Noego                                                     | NadGangesem (s. 6-7) · Indie (s. 8-9)            | Zebry        | Céline Dion                             | In a toy mine (W kopalni zabawek)                                   | Kamienne zwierzaki (s. 16); Podniebny latawiec (p. 17)                                              | Guliwer (4/8)                                      |
| 14. | 17 czerwca 1999          | karty do gry „Piotruś”                                 | Skacząca chusteczka                       | Marco Polo                                                     | Jaskinie                                         | Lwy          | L.O.27                                  | We are going to the farm (Jedziemy na wieś)                         | Co podarować kochanemu tacie: Muszka (s.14); Breloczki do kluczy (s. 15)                            | Guliwer (5/8)                                      |
| 15. | 1 lipca 1999             | papierowa czapka z daszkiem                            | Niewidzialne pismo                        | Atlantyda                                                      | Francja                                          | Żółwie       | Arnold Schwarzenegger                   | One potato, two potatoes... (Jeden ziemniak, dwa ziemniaki...)      | Myszka nie dla kotka... (s. 14); Latające zaproszenie (s. 15); Galaretnica (s. 16)                  | Guliwer (6/8)                                      |
| 16. | 15 lipca 1999            | notes w kształcie głowy Tweety’ego                     | Chińska sztuczka                          | Legenda o Warsie i Sawie                                       | Meksyk                                           | Lisy         | Cezary Pazura                           | Clean or dirty? (Czysta czy brudna?)                                | Lustereczko, powiedz... (s. 14); Kwiatowe rybki (s. 15)                                             | Guliwer (7/8)                                      |
| 17. | 29 lipca 1999            | kaseta audio                                           | Sztuczka z balonami                       | Kleopatra VII                                                  | Holandia                                         | Foki         | Cher                                    | On a camp (Na obozie)                                               | Wisiorki z muszelek (s. 14); Piaskowe obrazki (s. 15)                                               | Guliwer (8/8)                                      |
| 18. | 12 sierpnia 1999         | notes w kształcie głowy Tweety’ego                     | Waga powietrza                            | Koń trojański                                                  | Rzym                                             | Konie        | Power Rangers                           | Birthday party (Impreza urodzinowa)                                 | Ozdobne słomki (s. 14); Melonowy krab (s. 15)                                                       | Przygoda z orłami                                  |
| 19. | 26 sierpnia 1999         | wodne baloniki                                         | Sztuczka z wodą                           | Herkules                                                       | Monako                                           | Strusie      | Leonardo DiCaprio                       | Days of the week (Dni tygodnia)                                     | Róg obfitości (s. 14); Słoneczniki (s. 15)                                                          | Tajemniczy zamek                                   |
| 20. | 9 września 1999          | plakat z filmu Gwiezdne wojny: część I – Mroczne widmo | Wystrzałowa tabletka                      | Światło                                                        | Nowa Zelandia                                    | Jaguary      | Gwiezdne wojny                          | English camp (Obóz języka angielskiego)                             | Ramka do zdjęć z wakacji                                                                            | Chrońmy lasy                                       |
| 21. | 16 września 1999         | kaseta audio                                           | Sól i pieprz                              | Mikołaj Kopernik                                               | Austria                                          | Koala        | Backstreet Boys                         | Taz Is ill (Taz jest chory)                                         | Podkładki pod talerze (s. 14); Kocia pizza (s. 15)                                                  | Chrońmy wieloryby                                  |
| 22. | 23 września 1999         | plan lekcji na rok szkolny 1999/2000                   | Łyżka i widelec                           | Prometeusz                                                     | Nowy Jork                                        | Jelenie      | Whoopi Goldberg                         | We can play the piano (Umiemy grać na pianinie)                     | Wisiorki z kory (s. 14)                                                                             | Śmieci zasypują naszą planetę!                     |
| 23. | 30 września 1999         | wywieszki na drzwi                                     | Ryż i piłeczka                            | Historia pisma                                                 | Hiszpania                                        | Życie oceanu | Piasek                                  | Bugs on the plane (Bugs w samolocie)                                | Wesołe skrzaty (s. 14); Czarodziejski flet (s. 15)                                                  | Egipska przygoda                                   |
| 24. | 7 października 1999      | notes                                                  | Żywy kalkulator                           | Legenda o Wieży Babel                                          | Tunezja                                          | Wiewiórki    | Bill Cosby                              | Girls in pink blouses (Dziewczynki w różowych bluzkach)             | Pocztówki z płatkami kwiatów (s. 14)                                                                | Czysta woda                                        |
| 25. | 14 października 1999     | kaseta audio                                           | Zaczarowane pieniądze                     | Orfeusz                                                        | Praga                                            | Sowy         | Natalia Kukulska                        | What time is it? (Która jest godzina?)                              | Ozdobna serwetka (s. 14); Groźna kanapka (s. 15)                                                    | Tornado                                            |
| 26. | 21 października 1999     | zakładki do książek                                    | Czarodziejska gazeta                      | Leonardo da Vinci                                              | Kanada                                           | Kolibry      | Asterix & Obelix                        | I have two books and some crayons (Mam dwie książki i kilka kredek) | Żarłoczny potwór (p. 14); Gra planszowa (s. 15)                                                     | Koty domowe                                        |
| 27. | 28 października 1999     | maska na Halloween                                     | Sztuczka z linką                          | Alfred Nobel                                                   | Tajlandia                                        | Niedźwiedzie | Edyta Górniak                           | Halloween (Noc Duchów)                                              | Lampion z melona (s. 15)                                                                            | Wulkany                                            |
| 28. | 4 listopada 1999         | zeszyt papierów kolorowych                             | Pięć na trzy                              | Krzysztof Kolumb                                               | Szkocja                                          | Nosorożce    | Just 5                                  | How old are you? (Ile masz lat?)                                    | Piórnik na biurko (s. 14); Zwierzątka z szyszek (s. 15)                                             | Tęcza                                              |
| 29. | 11 listopada 1999        | kaseta audio                                           | Tajemniczy węzeł                          | Bazyliszek                                                     | Chorwacja                                        | Psy          | Superman                                | Our beautiful garden (Nasz piękny ogródek)                          | Mądra sowa, Lampion z dinozaurem (s. 14)                                                            | ?                                                  |
| 30. | 18 listopada 1999        | /brak/                                                 | Sztuczka z kartką                         | Historia filmu                                                 | Rosja                                            | Antylopy     | Xena                                    | Be careful, Daffy! (Uważaj, Daffy!)                                 | Gra w kulki (s. 14); Książka-schowek (s. 15)                                                        | Dziwne rośliny [muchołówka, dzbanecznik, rosiczka] |
| 31. | 25 listopada 1999        | segregator                                             | nie było                                  | Podbój kosmosu                                                 | Turcja                                           | Wilki        | Tarzan                                  | Daffy is laughing, Bugs is joking (Daffy się śmieje, Bugs żartuje)  | Adwentowe skrzaty (s. 14)                                                                           | Góry lodowe                                        |
| 32. | 2 grudnia 1999           | rozpuszczalne kakao Nesquik                            | Nieprzekłuwalny balon                     | Święty Mikołaj                                                 | Finlandia                                        | Renifery     | Madonna                                 | Saint Nicholas (Święty Mikołaj)                                     | Mikołajkowy prezent (s. 14); Mikołajkowy but (s. 15)                                                | Sterowiec                                          |
| 33. | 9 grudnia 1999           | kaseta audio                                           | Papierowy most                            | Napoleon Bonaparte                                             | Grecja                                           | Pingwiny     | Michael Jackson                         | What does Lola like? (Co lubi Lola?)                                | Bombki na choinkę (s. 14); Stroiki świąteczne (s. 15)                                               | Mamuty                                             |
| 34. | 16 grudnia 1999          | kartki świąteczne                                      | Dmuchana sztuczka                         | Albert Einstein                                                | Maroko                                           | Kozice       | Whitney Houston                         | Christmas tree (Choinka, choinka)                                   | Nakrapiane świece (s. 14); Skrzaty na choinkę (s. 15)                                               | Eskimosi                                           |
| 35. | 23 grudnia 1999          | podkładka pod choinkę                                  | Sztuczka na wspak                         | Historia czasu (zegary)                                        | Arktyka                                          | Wielbłądy    | Ricky Martin                            | Christmas story (Opowieść wigilijna)                                | Kartki świąteczne (s. 15)                                                                           | Jasełka                                            |
| 36. | 30 grudnia 1999          | „czekolada” do napełnienia wodą                        | Sól i pieprz                              | Ciekawostki XX wieku                                           | XX wiek                                          | Orły         | Looney Tunes                            | On New Year’s Eve (W wieczór sylwestrowy)                           | Wesoły pingwin (s. 14); Karnawałowe okulary (s. 15)                                                 | Yeti                                               |
| WS  | 30 grudnia 1999          | /brak/                                                 | /brak/                                    | /brak/                                                         | Gra planszowa "Wielka Podróż"                    | /brak/       | /brak/                                  | /brak/                                                              | /brak/                                                                                              | Święty Mikołaj                                     |

### 2000
| Nr  | Data ukazania się numeru | Prezent                                          | Magiczna strona                        | Wehikuł czasu                             | Dookoła świata            | Dziki świat    | Gwiazda                                  | Angielski z Bugsem                                              | Zrób to OK                                                       | Komiks                                          |
| --- | ------------------------ | ------------------------------------------------ | -------------------------------------- | ----------------------------------------- | ------------------------- | -------------- | ---------------------------------------- | --------------------------------------------------------------- | ---------------------------------------------------------------- | ----------------------------------------------- |
| 37. | 6 stycznia 2000          | kaseta audio                                     | Magiczny węzeł                         | Trzej Królowie                            | Ziemia Święta(Jerozolima) | Wieloryby      | Piłkarze                                 | Coconut snow (Śnieg z wiórków kokosowych)                       | Kalendarz (s. 14); Karnawałowe maski (s. 15)                     | Niebezpieczna archeologia (Tarbosaurus baatar)  |
| 38. | 13 stycznia 2000         | naklejki z postaciami Looney Tunes               | Magiczne kajdanki                      | Historia mostów                           | Zamki nad Loarą           | Rysie          | Teletubbies                              | Superrobot (Superwynalazek Bugsa)                               | Miś polarny (s. 14); Karmnik dla ptaków (s. 15)                  | Lekcja jazdy na nartach                         |
| 39. | 20 stycznia 2000         | rozpuszczalne kakao Nesquik                      | /brak/                                 | Michał Anioł                              | Kraków                    | Świnki morskie | Jak zostać gwiazdą? (Mini Playback Show) | Fifteen snowballs (Piętnaście śniegowych kulek)                 | Doniczka dla babci (s. 14); Witrażyk dla dziadka (s. 15)         | Nagroda Elmera (bojer)                          |
| 40. | 27 stycznia 2000         | papierowa czapeczka karnawałowa                  | /brak/                                 | Historia kolei                            | Alpy                      | Lamy           | Pełna chata                              | Grandma’s story (Opowieść babci)                                | Maska z balona (s. 14); Zaproszenia (s. 15)                      | Dziwny pająk (ptasznik)                         |
| 41. | 3 lutego 2000            | kaseta audio                                     | Magiczna cytryna                       | Dedal i Ikar                              | Peru                      | Świstaki       | Kayah                                    | A Young Witch (Młoda czarownica)                                | Ufoludek (s. 14); Jak ozdobić swój pokój? (s. 15)                | Mydlane kule (bańka mydlana)                    |
| 42. | 10 lutego 2000           | kartki walentynkowe                              | Znikający wieszak                      | Walentynki – skąd się wzięły?             | Sycylia                   | Pandy          | Dennis Rodman                            | A surprise for St. Valentine’s Day (Walentynkowe niespodzianki) | Walentynkowe prezenty                                            | Spadochron                                      |
| 43. | 17 lutego 2000           | długopis                                         | Tajemniczy koralik                     | Historia samochodów                       | Alaska                    | Muflony        | Britney Spears                           | A visit at the zoo (Wizyta w zoo)                               | Marakasy (s. 14); Album do zdjęć (s. 15)                         | Meduzy                                          |
| 44. | 24 lutego 2000           | podkładki pod szklanki z postaciami Looney Tunes | Orzeł czy reszka?                      | Karol Wielki                              | Gibraltar                 | Morsy          | Will Smith                               | Twinkle little star (Migocze gwiazdka)                          | Fruwający kruk (s. 14); Kosz na śmieci (s. 15)                   | Wyspy skarbów                                   |
| 45. | 2 marca 2000             | kaseta audio                                     | Butelka i słomka                       | Odyseusz                                  | Watykan                   | Bobry          | Uwolnić orkę                             | A Good Wolf (Dobry wilk)                                        | Owieczki (s. 14); Kanapki (s. 15)                                | GOPR (= Górskie Ochotnicze Pogotowie Ratunkowe) |
| 46. | 9 marca 2000             | tabliczka mnożenia z Bugsem                      | Jak linka może przeniknąć twoje ciało? | Nić Ariadny [mit o Tezeuszu i Minotaurze] | Wiedeń                    | Zimorodki      | Czterej pancerni i pies                  | I want to be a waiter (Chcę być kelnerem)                       | Korkowe zwierzaczki (s. 14); Nasadki na ołówki (s. 15)           | Rekiny                                          |
| 47. | 16 marca 2000            | /brak/                                           | Rozdzielanie monet                     | Historia komputerów                       | Dania                     | Piżmowoły      | Janosik                                  | Looking for the Sphinx (Szukając Sfinksa)                       | List-łamigłówka (s. 14); Marzanna (s. 15)                        | Rodeo                                           |
| 48. | 23 marca 2000            | /brak/                                           | Gdzie jest węzeł?                      | Aleksander Wielki                         | Portugalia                | Legwany        | Majka Jeżowska                           | The same or different? (Taki sam, czy inny?)                    | Zegar w zamku (s. 14); Dinozaury w pudełku (s. 15)               | Stonehenge, tajemnicza budowla                  |
| 49. | 30 marca 2000            | kaseta audio                                     | Sznurek i słomka                       | Prima aprilis                             | Gwatemala                 | Surykatki      | Stuart Malutki                           | Where is spring? (Gdzie jest wiosna?)                           | Spinki do włosów (s. 14); Jak zapakować drobne prezenty? (s. 15) | Dom [historia domów]                            |
| 50. | 6 kwietnia 2000          | /brak/                                           | Magiczny węzeł                         | Król Midas                                | Norwegia                  | Łabędzie       | A*Teens                                  | Magic word (Magiczne słowo)                                     | Gliniane zwierzaki (s. 14); Słodki naleśnik (s. 15)              | Pustynia (pustynie)                             |
| 51. | 13 kwietnia 2000         | /brak/                                           | ?                                      | Historia lotów kosmicznych                | Fidżi                     | Kameleony      | Lara Croft                               | In the morning I swim and dive (Rano pływam i nurkuję)          | ?                                                                | ?                                               |

Od numeru 52. czasopismo zmieniło w dużym stopniu formę graficzną. Postanowiono także zmienić papier, na którym było drukowane. Ponadto, pojawiły się nowe działy, takie jak:
- Laboratorium (patron działu – Kojot Wiluś) – było zastępnikiem wcześniejszego działu „Zrób to OK”. Od czasu do czasu, choć nieczęsto, prezentowano w nim również triki i sztuczki magiczne, co wcześniej było tematem przewodnim działu „Magiczna strona”.
- Lekcja rysunku (patron działu – Kaczor Daffy) – początkowo każdy numer zajmował dwie strony i skupiał się na rysowaniu jednej postaci Looney Tunes i jakiegoś niepowiązanego przedmiotu lub zwierzęcia (psy, koty, różne środki transportu, zamek, itp.). Od nr. 70. dział zdegradowano do jednej strony, i zawierał on wskazówki, jak narysować postać (lub dwie postacie na raz) Looney Tunes, ale tym razem w akcji.
- Surfowanie z Bugsem (patron działu – Królik Bugs) – informacje i odnośniki do angielskich stron internetowych o tematyce Looney Tunes. Na ten moment znaczna większość stron, do których linki prezentowano, już nie istnieje.
- Komputer jest OK! (patron działu – Królik Bugs) – przedstawiano w nim wiadomości z zakresu ówczesnej informatyki, tj. podstawowe dane na temat zestawu komputerowego i pracy w programach systemu Windows 98-2000 (takich jak Notatnik, WordPad, Kalkulator, czy Paint).
- Zwariowane sporty O.K na zmianę z* Babcia Granny poleca (patron działu – Babcia Granny) – oba działy prezentowano na przemian w kolejnych numerach pisma. W pierwszym podawano fakty ogólne i historyczne o różnych dziedzinach sportu, w drugim znaleźć było można przepisy Babci Granny.

| Nr  | Data ukazania się numeru | Prezent      | Laboratorium                             | Wehikuł czasu                   | Lekcja rysunku                                                                     | Dziki świat                 | Komputer jest OK!                                                                      | Angielski z Bugsem                                         | Zwariowane sporty O.K. *na zmianę z* Babcia Granny poleca | Komiks                                            |
| --- | ------------------------ | ------------ | ---------------------------------------- | ------------------------------- | ---------------------------------------------------------------------------------- | --------------------------- | -------------------------------------------------------------------------------------- | ---------------------------------------------------------- | --------------------------------------------------------- | ------------------------------------------------- |
| 52. | 20 kwietnia 2000         | bomby wodne  | Przenikająca chustka                     | Historia kalendarza             | Diabeł Tasmański Taz (s. 14); Królik Bugs (s. 15)                                  | Żaby                        | czym jest komputer i z czego składa się podstawowy zestaw komputerowy                  | The sun has got his hat on (Słońce w kapeluszu)            | /brak/                                                    | Śmigus-Dyngus                                     |
| 53. | 27 kwietnia 2000         | kaseta audio | ?                                        | ?                               | ?                                                                                  | ?                           | ?                                                                                      | The lottery ticket (Los na loterii)                        | /brak/                                                    | ?                                                 |
| 54. | 4 maja 2000              | /brak/       | ?                                        | ?                               | ?                                                                                  | ?                           | ?                                                                                      | A picnic story (Majowy piknik)                             | /brak/                                                    | ?                                                 |
| 55. | 11 maja 2000             | /brak/       | ?                                        | ?                               | ?                                                                                  | ?                           | ?                                                                                      | Rainbow on the fence (Tęcza na płocie)                     | /brak/                                                    | ?                                                 |
| 56. | 18 maja 2000             | /brak/       | Spacerująca wydmuszka                    | Syzyf                           | Kanarek Tweety (s. 14); różne dinozaury, m.in. brontozaur (s. 15)                  | Płaszczki                   | pulpit i ikony znajdujące się na nim                                                   | The Nessie Adventure (Przygoda z potworem z Loch Ness)     | /brak/                                                    | Parasol [historia parasola]                       |
| 57. | 25 maja 2000             | kaseta audio | Korale na Dzień Matki                    | Początki państwa polskiego      | Kot Sylwester (s. 14); różne korony (s. 15)                                        | Lemury                      | bezpieczne wyłączanie systemu Windows                                                  | The mouse is playing (Mysz harcuje)                        | /brak/                                                    | Sfinks                                            |
| 58. | 1 czerwca 2000           | /brak/       | Tablica dla zapominalskich               | Historia szkła                  | Kaczor Daffy (s. 14); różne rodzaje lamp, m.in. naftowa (s. 15)                    | Szopy pracze                | praca w systemie Windows – przegląd (okna komunikatów i okna dialogowe)                | Weekend at aunt Sylvestrina (Weekend u ciotki Sylwestryny) | /brak/                                                    | Rower Kojota [historia roweru]                    |
| 59. | 8 czerwca 2000           | /brak/       | Chrupkowa zasłona                        | Jan Sebastian Bach              | Struś Pędziwiatr (s. 14); różne modele samochodów, m.in. wyścigowy (s. 15)         | Dzięcioły                   | Notatnik – postawy + minimalizacja, maksymalizacja i zamykanie okna w systemie Windows | Message in a bottle (List w butelce)                       | /brak/                                                    | Waran – ostatni dinozaur z wyspy Komodo           |
| 60. | 15 czerwca 2000          | /brak/       | Groźny pirat                             | Faeton                          | Marsjanin Marvin (s. 14); latający spodek Marvina i inne pojazdy kosmiczne (s. 15) | Zające                      | praca z Notatnikiem – przegląd okna dialogowego i funkcji menu                         | We are going to have a dog! (Będziemy mieć psa!)           | /brak/                                                    | Grand Prix Formuły 1                              |
| 61. | 23 czerwca 2000          | kaseta audio | Wakacyjny worek                          | Królowa Bona                    | Kowboj Yosemite Sam (s. 14); różne rasy kotów (s. 15)                              | Kuny                        | uruchamianie Notatnika na komputerze (poprzez Menu Start lub jako skrót na pulpicie)   | The Polish flag (Polska flaga)                             | /brak/                                                    | Akwarium                                          |
| 62. | 29 czerwca 2000          | /brak/       | Świnka-skarbonka                         | Maszyny liczące                 | Speedy Gonzales (s. 14); słoń afrykański (s. 15)                                   | Flamingi                    | szukanie programów poprzez Menu Start lub ikonkę Mój Komputer                          | The door is too small (Drzwi są za małe)                   | /brak/                                                    | Wycieczka do zoo [historia ogrodów zoologicznych] |
| 63. | 6 lipca 2000             | /brak/       | Barwne kółko                             | Udomowienie zwierząt            | Myśliwy Elmer Fudd (s. 14); różne motocykle (s. 15)                                | Pumy                        | praca z Notatnikiem – tworzenie skrótu                                                 | In the jungle (W dżungli)                                  | /brak/                                                    | Woda                                              |
| 64. | 13 lipca 2000            | /brak/       | Obrazek ze skorupek                      | Wolfgang Amadeusz Mozart        | Kurak Foghorn Leghorn (s. 14); rożne rasy psów (s. 15)                             | Gronostaje                  | klawiatura – przegląd i funkcje klawiszy                                               | A trip underwater (Podwodna wyprawa)                       | /brak/                                                    | Papier [historia papieru]                         |
| 65. | 20 lipca 2000            | kaseta audio | Indiański naszyjnik                      | Kazimierz III Wielki            | Pepé Le Pew (s. 14); różne baśniowe zamki (s. 15)                                  | Widłorogi                   | przechowywanie danych w pamięci operacyjnej (pliki) i zewnętrznej (dyskietki, CD-ROM)  | On a spaceship (Na pokładzie statku kosmicznego)           | /brak/                                                    | Herbatka u Kojota [historia herbaty]              |
| 66. | 27 lipca 2000            | /brak/       | Jaskiniowa sztuczka                      | Historia koła                   | Sylwester Jr. (s. 14); różne rowery (s. 15)                                        | Rajskie ptaki [=cudowronki] | informacje o folderach                                                                 | Invitation to a ball (Zaproszenie na bal)                  | /brak/                                                    | Słońce                                            |
| 67. | 3 sierpnia 2000          | /brak/       | Pierścienie na serwetki                  | Historia komunikacji miejskiej  | Babcia Granny (s. 14); różne modele autobusów (s. 15)                              | Łososie                     | zapisywanie dokumentów na komputerze                                                   | Can you see him? (Czy go widzisz?)                         | /brak/                                                    | Co szybciej lata?                                 |
| 68. | 10 sierpnia 2000         | /brak/       | Wyskakująca guma do żucia                | Maria Skłodowska-Curie          | Świnka Petunia (s. 14); lwy (s. 15)                                                | Ursony                      | odnajdywanie i odczytywanie plików na komputerze                                       | We were on holiday (Byliśmy na wakacjach)                  | /brak/                                                    | Taz na winobraniu                                 |
| 69. | 17 sierpnia 2000         | kaseta audio | Broszki i wisiorki w sam raz na wakacje! | Jan Gutenberg i wynalazek druku | K-9 (s. 14); konie (s. 15)                                                         | Lamparty                    | praca z programem Kalkulator                                                           | I feel much better (Czuję się dużo lepiej)                 | /brak/                                                    | Żarówka                                           |
| 70. | 24 sierpnia 2000         | /brak/       | Magnetyczne kaczuszki                    | Przyprawy                       | Królik Bugs grający w piłkę nożną (s. 14)                                          | Żołny                       | praca w edytorze graficznym Paint – podstawy                                           | Wash your hands! (Umyjcie ręce!)                           | Jazda na rowerze                                          | Siedem cudów świata starożytnego                  |
| 71. | 31 sierpnia 2000         | brak         | Mewa                                     | Juliusz Cezar                   | Detektyw Daffy i Dr. Porky na tropie przestępcy (. 14)                             | Jeże                        | praca w edytorze graficznym Paint – podstawy                                           | Attractive boys (Atrakcyjni chłopcy)                       | Sałatka egzotyczna                                        | Ptasie gniazda                                    |
| 72. | 7 września 2000          | /brak/       | Zaproszenia                              | Wit Stwosz                      | Królik Bugs na deskorolce próbujący zaimponować Loli (s. 14)                       | Uchatki                     | praca w Paint – narzędzia: 'pędzel', 'aerograf', 'kałamarz' i 'weź kolor'              | Do you remember me? (Czy mnie pamiętasz?)                  | Koszykówka                                                | Anakonda                                          |
| 73. | 14 września 2000         | kaseta audio | Kwiatki z serwetki                       | Dom sprzed stu lat              | Porky pędzący z kwiatkiem do Petunii (s. 14)                                       | Dziki                       | praca w Paint – tworzenie tekstu na rysunku                                            | Birthday party (Oryginalne urodziny)                       | Faszerowane łódeczki                                      | Latarnie morskie                                  |
| 74. | 21 września 2000         | /brak/       | Dmuchane malowanie: Kolorowa łąka        | Królowa Elżbieta I Wielka       | Kaczor Daffy grający w golfa (s. 14)                                               | Sójki                       | edycja tekstu – przegląd i funkcje klawiszy na klawiaturze                             | The Kingdom of Cards (Królestwo Kart)                      | Lotniarstwo                                               | Grzybobranie                                      |
| 75. | 5 października 2000      | /brak/       | Owocowe szaleństwo                       | koń – przyjaciel ludzi          | Królik Bugs grający w tenisa (s. 14)                                               | Łosie                       | praca w edytorze tekstu WordPad – podstawy                                             | Dwarves (Krasnoludki)                                      | Krakersowe przyjęcie                                      | Naftowe opowieści [historia ropy naftowej]        |
| 76. | 19 października 2000     | /brak/       | Breloczki do kluczy                      | Historia metali                 | Marsjanin Marvin grający na trąbce u boku K-9 (s. 14)                              | Żbiki                       | praca w edytorze tekstu WordPad – podstawy                                             | Apples for Granny (Jabłka dla Babci Granny)                | Tenis                                                     | Balony                                            |
| 77. | 2 listopada 2000         | kaseta audio | Marchewkowy automobil                    | Przygody Eneasza                | Skunks Pepé przebrany za Amora i strzelający z łuku (s. 14)                        | Pawiany                     | redagowanie tekstu w WordPad – podstawy                                                | Magic sunglasses (Magiczne okulary przeciwsłoneczne)       | Łodzie czekoladowo-jabłkowe                               | Witraże                                           |
| 78. | 16 listopada 2000        | /brak/       | Torba na prezenty                        | Historia ołówka                 | Diabeł Tasmański Taz podczas walki bokserskiej (s. 14)                             | Żurawie                     | edytowanie tekstu w WordPad: kopiowanie, wklejanie, zmiana czcionki i jej stylu        | Changing places (Zamiana miejsc)                           | Snowboarding                                              | Andrzejkowe wróżby                                |
| 79. | 30 listopada 2000        | /brak/       | Obrazek z nasion                         | Historia chleba                 | Sylwester Jr. skaczący na skakance (s. 14)                                         | Rekiny                      | wyrównywanie tekstu w WordPad                                                          | It's amazing! (To rewelacja!)                              | Apetyczne przysmaki                                       | Pierwszy śnieg                                    |